# John McDonald Mowat
Pour les articles homonymes, voir John Mowat et Mowat.
John McDonald Mowat  (17 février 1872-7 octobre 1916) est un avocat et un homme politique municipal de l'Ontario au Canada. Il sert entre autres comme maire de Kingston de 1906 à 1907.

## Biographie
Connu sous le nom de Major John, il est le fils du ministre presbytérien et professeur à l'Université Queen's John Bower Mowat et d'Emma McDonald. Nommé au Barreau de l'Ontario en 1898, il pratique le droit à Kingston et plus tard à Vancouver en Colombie-Britannique.
Tentant une carrière en politique fédérale en 1911 dans Kingston, il est défait par William Folger Nickle. Combattant avec un régiment de Vancouver durant la Première Guerre mondiale, il est tué à Vimy en 1916.
Son nom apparaît sur le Mémorial de Vimy.

## Famille
Son grand-oncle, Oliver Mowat, sert comme premier ministre de l'Ontario de 1872 à 1896. Son neveu est Angus McGill Mowat, lui-même père de l'écrivain Farley Mowat.